# Cementerio Club (álbum)
Cementerio Club es el primer álbum de la banda de rock alternativo, Cementerio Club, lanzado originalmente por Cajón Producciones en 1998, en formato casete y remasterizado por Lamparín Producciones en 2002.

## Descripción
Durante los años 1998 y 1999 comenzó la producción de su primer álbum, con el nombre definitivo de Cementerio Club con la discográfica Frontera Records, llegando a tener bastante apoyo por parte de la prensa especializada y del público en general.
Gracias al éxito cosechado con su primer álbum, lograron extender sus presentaciones por todo el Perú, aumentando así el éxito de la banda.

## Lista de canciones
| Cara A |                           |          |  |
| N.º    | Título                    | Duración |  |
| 1.     | «El cuervo»               | 4:25     |  |
| 2.     | «Vueltas en el Laberinto» | 3:23     |  |
| 3.     | «La ventana»              | 3:23     |  |
| 4.     | «Barco viejo»             | 3:18     |  |
| 5.     | «Tal vez mañana»          | 4:15     |  |

| Cara B |                  |          |  |
| N.º    | Título           | Duración |  |
| 6.     | «Nuevos latidos» | 4:11     |  |
| 7.     | «6:30 P.M.»      | 4:23     |  |
| 8.     | «El río»         | 2:36     |  |
| 9.     | «Ella va»        | 4:49     |  |

| Reedición, 2002 |                       |          |  |
| N.º             | Título                | Duración |  |
| 11.             | «Hogar.com»           | 4:22     |  |
| 12.             | «Underground»         | 4:20     |  |
| 13.             | «Inseguridad»         | 5:05     |  |
| 14.             | «Eléctrico@hogar.com» | 3:53     |  |

## Músicos
- José Arbulú: Voz, bajo y guitarra
- Luis Callirgos: Batería
- Pedro Solano: Voz, guitarra y armónica

## Músicos invitados
- Rafael Arbulú: Guitarra en "La Ventana" y en "6:30pm"
- Claudia Cisneros: Coros en "Tal vez Mañana"
- Giselle Rodríguez: Coros en "Nuevos Latidos" y en "Abismo"
- Ricardo Solís: Guitarra en "electrico-hogar.com"
- Bruno Travi: Teclados en "electrico-hogar.com"
- Augusto Vidal: Guitarra en "La Ventana"
- Carla Zegarra: Coros en "Underground"
- Pablo Boner: Piano y Teclado en "6:30pm" y "acustico-hogar.com"

- Datos: Q5760301